# العلاقات الكمبودية الناميبية
العلاقات الكمبودية الناميبية هي العلاقات الثنائية التي تجمع بين كمبوديا وناميبيا.

## مقارنة بين البلدين
هذه مقارنة عامة ومرجعية للدولتين:
| وجه المقارنة                                              | كمبوديا                   | ناميبيا      |
| --------------------------------------------------------- | ------------------------- | ------------ |
| المساحة (كم2)                                             | 181.03 ألف                | 825.62 ألف   |
| عدد السكان (نسمة)                                         | 16.01 مليون               | 2.53 مليون   |
| الكثافة السكانية (ن./كم²)                                 | 88.44                     | 3.06         |
| العاصمة                                                   | بنوم بنه                  | ويندهوك      |
| اللغة الرسمية                                             | اللغة الخميرية            | لغة إنجليزية |
| العملة                                                    | ريال كمبودي، دولار أمريكي | دولار ناميبي |
| الناتج المحلي الإجمالي (بليون دولار)                      | 22.16 مليار               | 13.24 مليار  |
| الناتج المحلي الإجمالي (تعادل القوة الشرائية) بليون دولار | 54.37 مليار               | 25.60 مليار  |
| الناتج المحلي الإجمالي الاسمي للفرد دولار أمريكي          | 1.16 ألف                  | 4.67 ألف     |
| الناتج المحلي الإجمالي للفرد دولار أمريكي                 | 3.26 ألف                  | 9.96 ألف     |
| مؤشر التنمية البشرية                                      | 0.555                     | 0.628        |
| رمز المكالمات الدولي                                      | +855                      | +264         |
| رمز الإنترنت                                              | .kh                       | .na          |
| المنطقة الزمنية                                           | ت ع م+07:00               | ت ع م+02:00  |

## منظمات دولية مشتركة
يشترك البلدان في عضوية مجموعة من المنظمات الدولية، منها:
| علم المنظمة | اسم المنظمة                                                | تاريخ انضمام كمبوديا | تاريخ انضمام ناميبيا |
| ----------- | ---------------------------------------------------------- | -------------------- | -------------------- |
|             | وكالة ضمان الاستثمار متعدد الأطراف                         | 1 ديسمبر 1999        | 25 سبتمبر 1990       |
|             | منظمة الشرطة الجنائية الدولية                              | ?                    | ?                    |
|             | منظمة حظر الأسلحة الكيميائية                               | ?                    | ?                    |
|             | منظمة التجارة العالمية                                     | ?                    | ?                    |
|             | الأمم المتحدة                                              | 14 ديسمبر 1955       | 23 أبريل 1990        |
|             | العملية المشتركة للاتحاد الأفريقي والأمم المتحدة في دارفور | ?                    | ?                    |
|             | مؤسسة التمويل الدولية                                      | 26 مارس 1997         | 25 سبتمبر 1990       |
|             | يونسكو                                                     | 3 يوليو 1951         | 2 نوفمبر 1978        |
|             | البنك الدولي للإنشاء والتعمير                              | 22 يوليو 1970        | 25 سبتمبر 1990       |
|             | الاتحاد البريدي العالمي                                    | ?                    | ?                    |
|             | الاتحاد الدولي للاتصالات                                   | 10 أبريل 1952        | 25 يناير 1984        |

## وصلات خارجية
- موقع وزارة الخارجية الكمبودية